# Гретна (Луїзіана)
Гретна (англ. Gretna) — місто (англ. city) в США, в окрузі Джефферсон штату Луїзіана. Населення — 17 814 особи (2020).

## Географія
Гретна розташована за координатами 29°54′39″ пн. ш. 90°3′6″ зх. д. / 29.91083° пн. ш. 90.05167° зх. д. (29.910958, -90.051724).  За даними Бюро перепису населення США в 2010 році місто мало площу 11,66 км², з яких 10,45 км² — суходіл та 1,21 км² — водойми.

## Демографія
Згідно з переписом 2010 року, у місті мешкало 17 736 осіб у 6968 домогосподарствах у складі 4148 родин. Густота населення становила 1521 особа/км².  Було 7962 помешкання (683/км²).
Расовий склад населення:
| - 55,4 % — білих - 34,3 % — чорних або афроамериканців - 2,7 % — азіатів - 0,5 % — корінних американців - 5,0 % — осіб інших рас |

До двох чи більше рас належало 2,1 %. Частка іспаномовних становила 13,8 % від усіх жителів.
За віковим діапазоном населення розподілялося таким чином: 20,7 % — особи молодші 18 років, 66,1 % — особи у віці 18—64 років, 13,2 % — особи у віці 65 років та старші. Медіана віку мешканця становила 37,5 року. На 100 осіб жіночої статі у місті припадало 106,5 чоловіків;  на 100 жінок у віці від 18 років та старших — 107,2 чоловіків також старших 18 років.
Середній дохід на одне домашнє господарство  становив 55 017 доларів США (медіана — 36 880), а середній дохід на одну сім'ю — 68 383 долари (медіана — 47 218). Медіана доходів становила 41 621 долар для чоловіків та 32 891 долар для жінок. За межею бідності перебувало 22,7 % осіб, у тому числі 31,8 % дітей у віці до 18 років та 11,1 % осіб у віці 65 років та старших.
Цивільне працевлаштоване населення становило 7360 осіб. Основні галузі зайнятості: освіта, охорона здоров'я та соціальна допомога — 16,8 %, будівництво — 14,4 %, мистецтво, розваги та відпочинок — 11,6 %, роздрібна торгівля — 10,5 %.